# Ліспаркхоза Клязьмінський
Ліспаркхо́за Кля́зьмінський (рос. Леспаркхоза Клязьминский) — селище у складі Митищинського міського округу Московської області, Росія.

## Населення
Населення — 85 осіб (2010; 94 у 2002).
Національний склад (станом на 2002 рік):
- росіяни — 94 %